# Purble Place
Purble Place é um conjunto de três jogos de computador para crianças. Desenvolvido pela Oberon Games para a Microsoft, foi introduzido no Windows Vista e também está incluído no Windows 7.

## Histórico
Foi introduzido publicamente no Windows Vista build 5219 junto com Chess Titans e Mahjong Titans.

## Jogos em Purble Place
A coleção tem uma única tela inicial que oferece três pacotes de jogos: Purble Pairs, Comfy Cakes e Purble Shop.

### Purble Pairs
Purble Pairs é um jogo de memória e reconhecimento de padrões semelhante ao jogo da memória. O objetivo é limpar o quadro com o menor número de turnos. À medida que o nível de habilidade progride, o jogo torna-se cronometrado, o tamanho da grade aumenta e imagens mais semelhantes são usadas. O nível Iniciante tem uma grade de 5x5, o Intermediário tem duas redes de 6x6 e o Avançado tem quatro redes de 8x8 para resolver por jogo. Além de um coringa que encontra automaticamente outra partida de uma carta exposta, numerosos pares especiais estão presentes nos níveis mais altos: como uma carta da máquina de massa em "Comfy Cakes" que embaralha a mesa quando emparelhada, um relógio que adiciona mais tempo ao temporizador e um Master Chef que automaticamente encontra e combina pares de cartas contendo bolos. Um bônus de moeda  sneak peek  permite ao jogador expor todas as cartas remanescentes por alguns segundos, mas cada carta exposta dessa maneira é contada como um turno.

### Comfy Cakes
Comfy Cakes é um jogo de coordenação mão-olho. O objetivo é preencher os pedidos em uma padaria montando um bolo de camadas para corresponder a uma determinada especificação, controlando uma esteira transportadora que leva o bolo a várias estações. Os elementos do bolo incluem formas (quadradas, circulares ou em forma de coração), sabor de massa (morango, chocolate ou baunilha), recheio (rosa, amarelo ou marrom), cobertura opcional (sabores usados na massa) e outras decorações (por exemplo, o açúcar pode ser polvilhado em cima do bolo e, em casos mais raros, as chamas são aplicadas aos bolos congelados para criar um esmalte suave). Se o bolo não corresponder à especificação, o jogador é penalizado e o bolo é jogado no lixo. Se o jogador enviar três ordens incorretas, o jogo acaba. Depois que um certo número de ordens corretas é enviado, o jogador vence o jogo e a pontuação é tabulada. A pontuação final depende do número de bolos assados, do número de pedidos incorretos enviados e da eficiência do jogador na panificação. Em níveis mais altos, as especificações tornam-se mais complexas e vários bolos devem ser fabricados em paralelo em uma única correia transportadora. O jogador faz cerca de 5 ou 6 bolos em um dos níveis de dificuldade.

### Purble Shop
Purble Shop é um jogo de quebra de código. O computador decide a cor de até cinco recursos (chapéu, olhos, nariz, boca e roupas) que estão escondidos do aparelho. O jogador pode escolher entre uma variedade de cores (vermelho, roxo, amarelo, azul ou verde), e uma cor pode ser usada uma vez, várias vezes ou não. O jogador então tenta deduzir ou adivinhar as cores corretas em um número limitado de suposições (não disponível na dificuldade para iniciantes). São três níveis de dificuldade: Iniciante com três recursos em três cores possíveis; 3 3 = 27 soluções possíveis diferentes, Intermediário com 4 4 = 256 soluções e Avançado com 5 5 = 3125 soluções. Os níveis iniciante e intermediário são jogos de adivinhação onde, após cada movimento, o computador informa ao jogador quais itens estavam certos, portanto há pouca margem para dedução. No nível avançado, o computador não informa ao jogador quais itens específicos estavam certos, informando apenas a contagem de escolhas na cor e posição certas, e a contagem de escolhas na cor certa, mas na posição errada. Este nível é semelhante ao jogo de pinos coloridos Mastermind, onde o sucesso requer raciocínio lógico (embora haja uma pequena chance de sucesso através de palpites de sorte).